# ヴィンセント・ウォード
ヴィンセント・ウォード（Vincent Ward，ONZM，1956年2月16日 - ）は、ニュージーランド出身の映画監督、映画プロデューサー、脚本家。

## 略歴
カンタベリー大学で教育を受け、短編映画を経て1984年に長編映画の監督としてデビューした。
初監督作となった『ビジル』は、ニュージーランドの映画として初めてカンヌ国際映画祭のコンペティション部門の出品作に選ばれた。その後に続く1988年の『ウイザード』もカンヌに出品している。映画監督業以外にも『エイリアン3』の脚本（最終的に採用されず、原案としてクレジット）を書いたり、マイク・フィギスの『ワンナイト・スタンド』などに俳優として出演するなどしている。『ラスト サムライ』では製作総指揮の1人として名を連ねている。

## 主な監督作品
- ビジル Vigil （1984）
- ウイザード The Navigator: A Mediaeval Odyssey （1988）
- 心の地図 Map of the Human Heart （1992）
- 奇蹟の輝き What Dreams May Come （1998）
- リバー・クイーン River Queen （2005）

## 脚本・制作総指揮・他
- ウイザード（監督、脚本）
- エイリアン3（原案）
- 心の地図（監督、プロデュース、脚本）
- ラスト サムライ（製作総指揮）
- ファイナル・ソルジャー（監督、脚本）